# Real Madrid Baloncesto 2005-2006
Questa voce raccoglie le informazioni riguardanti il Real Madrid Baloncesto nelle competizioni ufficiali della stagione 2005-2006.

## Stagione
La stagione 2005-2006 del Real Madrid Baloncesto è la 50ª nel massimo campionato spagnolo di pallacanestro, la Liga ACB.
All'inizio della nuova stagione la Federazione decise di abolire la distinzione riguardo ai giocatori comunitari, estendendo la classificazione a tutti i Paesi appartenenti alla FIBA Europe.

## Roster
Aggiornato al 18 novembre 2021.
| Real Madrid 2005-06 | Real Madrid 2005-06 |
| Giocatori           | Staff tecnico       |
| ------------------- | ------------------- |

| N. | Naz.                                       | Ruolo | Nome                      | Anno | Alt.   | Peso   |  |
| -- | ------------------------------------------ | ----- | ------------------------- | ---- | ------ | ------ |  |
| 4  | Stati Uniti (bandiera) · Spagna (bandiera) | AC    | Venson Hamilton           | 1977 | 205 cm | 109 kg |  |
| 5  | Francia (bandiera)                         | PG    | Moustapha Sonko           | 1972 | 192 cm | 92 kg  |  |
| 6  | Stati Uniti (bandiera) · Spagna (bandiera) | P     | Josh Fisher               | 1980 | 189 cm | 85 kg  |  |
| 7  | Spagna (bandiera)                          | P     | Roberto Núñez             | 1978 | 194 cm | 84 kg  |  |
| 8  | Serbia e Montenegro (bandiera)             | G     | Igor Rakočević            | 1981 | 191 cm | 83 kg  |  |
| 9  | Spagna (bandiera)                          | AG    | Felipe Reyes (C)          | 1980 | 203 cm | 105 kg |  |
| 12 | Spagna (bandiera)                          | PG    | Richard Nguema            | 1988 | 192 cm |        |  |
| 13 | Spagna (bandiera)                          | GA    | Héctor García             | 1978 | 194 cm |        |  |
| 14 | Spagna (bandiera)                          | P     | Oscar González            | 1977 | 184 cm |        |  |
| 15 | Francia (bandiera)                         | AP    | Mickaël Gelabale          | 1983 | 201 cm | 98 kg  |  |
| 16 | Spagna (bandiera)                          | C     | Eduardo Hernández-Sonseca | 1983 | 212 cm | 110 kg |  |
| 17 | Belgio (bandiera)                          | AG    | Axel Hervelle             | 1983 | 205 cm | 110 kg |  |
| 21 | Bosnia ed Erzegovina (bandiera)            | C     | Nedžad Sinanović          | 1983 | 221 cm | 110 kg |  |
| 22 | Stati Uniti (bandiera)                     | G     | Louis Bullock             | 1976 | 185 cm | 80 kg  |  |
| 24 | Bulgaria (bandiera)                        | GA    | Filip Videnov             | 1980 | 196 cm | 95 kg  |  |
| 25 | Stati Uniti (bandiera)                     | G     | Alex Scales               | 1978 | 193 cm | 84 kg  |  |
| 33 | Croazia (bandiera)                         | GA    | Marko Tomas               | 1985 | 201 cm | 95 kg  |  |

| Allenatore                                                                        |
| - Božidar Maljković                                                               |
| Assistente/i                                                                      |
| - Tirso Lorente - Joan Plaza Legenda - (C) Capitano - (IN) Inattivo - Infortunato |

## Mercato

### Sessione estiva
| Acquisti | Acquisti                  | Acquisti           | Acquisti      | Acquisti |
| R.a      | Nome                      | da                 | Modalità      |          |
| -------- | ------------------------- | ------------------ | ------------- | -------- |
| C        | Eduardo Hernández-Sonseca | Gran Canaria       | definitivo    |          |
| G        | Igor Rakočević            | Valencia           | definitivo    |          |
| AP       | Marko Tomas               | KK Zagabria        | definitivo    |          |
| AC       | Venson Hamilton           | Joventut Badalona  | definitivo    |          |
| C        | Nedžad Sinanović          | Verviers-Pepinster | definitivo    |          |
| P        | Oscar González            | La Palma           | definitivo    |          |
| GA       | Héctor García             | Alicante           | definitivo    |          |
| P        | Roberto Núñez             | Saragozza          | definitivo    |          |
| AC       | José Ángel Antelo         | Cáceres            | fine prestito |          |

| Cessioni | Cessioni           | Cessioni          | Cessioni       | Cessioni |
| R.       | Nome               | a                 | Modalità       |          |
| -------- | ------------------ | ----------------- | -------------- | -------- |
| C        | Pat Burke          | Phoenix Suns      | fine contratto |          |
| P        | Elmer Bennett      | Joventut Badalona | fine contratto |          |
| G        | Jay Larrañaga      | Basket Napoli     | fine contratto |          |
| AG       | Antōnīs Fōtsīs     | Dinamo Mosca      | fine contratto |          |
| C        | Antonio Bueno      | Estudiantes       | fine contratto |          |
| P        | Justin Hamilton    | Mens Sana Siena   | fine contratto |          |
| AP       | Alberto Herreros   |                   | ritirato       |          |
| GA       | Mario Stojić       | Minorca           | fine contratto |          |
| P        | Daniel Borja Muñoz | Alcobendas        | fine contratto |          |
| AC       | José Ángel Antelo  | Saragozza         | prestito       |          |
| AP       | Alberto Aspe       | Estudiantes B     | fine contratto |          |

### Dopo l'inizio della stagione
| Acquisti | Acquisti      | Acquisti           | Acquisti         | Acquisti   |
| R.       | Nome          | da                 | Data             | Modalità   |
| -------- | ------------- | ------------------ | ---------------- | ---------- |
| P        | Josh Fisher   | Gijón              | 8 febbraio 2006  | definitivo |
| G        | Alex Scales   | Austin Spurs       | 22 febbraio 2006 | definitivo |
| GA       | Filip Videnov | Tekelspor Istanbul | 17 maggio 2006   | definitivo |

| Cessioni | Cessioni      | Cessioni   | Cessioni | Cessioni    |
| R.       | Nome          | a          | Data     | Modalità    |
| -------- | ------------- | ---------- | -------- | ----------- |
| P        | Roberto Núñez | Free agent | 2005     | rescissione |